# Jefferson Shreve
Jefferson Shreve, né le 24 septembre 1965 à Indianapolis, est un homme politique américain, membre du Parti républicain. Il est représentant pour l'Indiana depuis 2025.

## Biographie
En février 2024, Jefferson Shreve se déclare candidat dans le 6e district de l'Indiana à la succession du représentant Greg Pence, qui ne se représente pas. Il remporte l'élection primaire en mai puis est élu représentant le 5 novembre.